# Asahi (Chiba)
Asahi (旭市, Asahi-shi) és una ciutat de la prefectura de Chiba, al Japó.
El març de 2016 tenia una població estimada de 67.528 habitants. Té una àrea total de 129,91 km².

## Geografia
Asahi està situada a l'extrem nord-est de la prefectura de Chiba, fent frontera amb l'oceà Pacífic pel sud-est.

### Municipalitats veïnes
- Chōshi
- Sōsa
- Kator
- Tōnoshō

## Història
L'àrea de l'actual Asahi ha estat poblada des de fa almenys 25.000 anys. El clan Chiba, o ramificacions seves, governaren la regió de Shimōsa durant almenys 400 anys des del període Kamakura. Durant el període Sengoku, el clan Chiba aconseguí la protecció del clan Hōjō d'Odawara, i la seva hegemonia local s'enfortí com a conseqüència. Pederen el poder quan el clan Hōjō fou derrocat el 1590 per Hideyoshi Toyotomi. Després d'això, el General Kiso Yoshimasa va instal·lar-se a la regió. Yoshimasa restaurà el castell d'Ajito, el qual serví d'inspiració pel nom d'"Asahi" que encunyà el poeta Nonoguchi Takamasa en visitar l'àrea el 1852. Asahi significa "sol naixent".
La ciutat d'Asahi fou fundada l'1 de juliol de 1954. L'1 de juliol de 2005 Asahi annexà els pobles de Hikata (del districte de Katori), Iioka i Unakami (del districte de Kaijo) i s'expandí fins a ocupar l'àrea actual.
Asahi sofrí dany durant el terratrèmol i tsunami del Japó del 2011. Al voltant de 15 persones perderen l vida, 2.265 edificis van sofrir danys, 427 d'ells foren destruïts i 716 persones es quedaren sense casa.